# Elza Barbič
Elza Barbič, slovenska operna pevka in gledališka igralka, * 17. april 1907, Trst, † 25. avgust 1970, Ljubljana.
Elza Barbič je začela v Mariboru kot subreta. Nastopala je v Ljubljanski Drami in tržaškem igralskem zboru v pevskih in dramskih vlogah. 